# تانگدای
تانگدای (قزاقی: Таңдай) یک منطقه مسکونی در قزاقستان است که در استان آتیرائو واقع شده‌است.